# Chaos Communication Camp
Pour les articles homonymes, voir CCC.

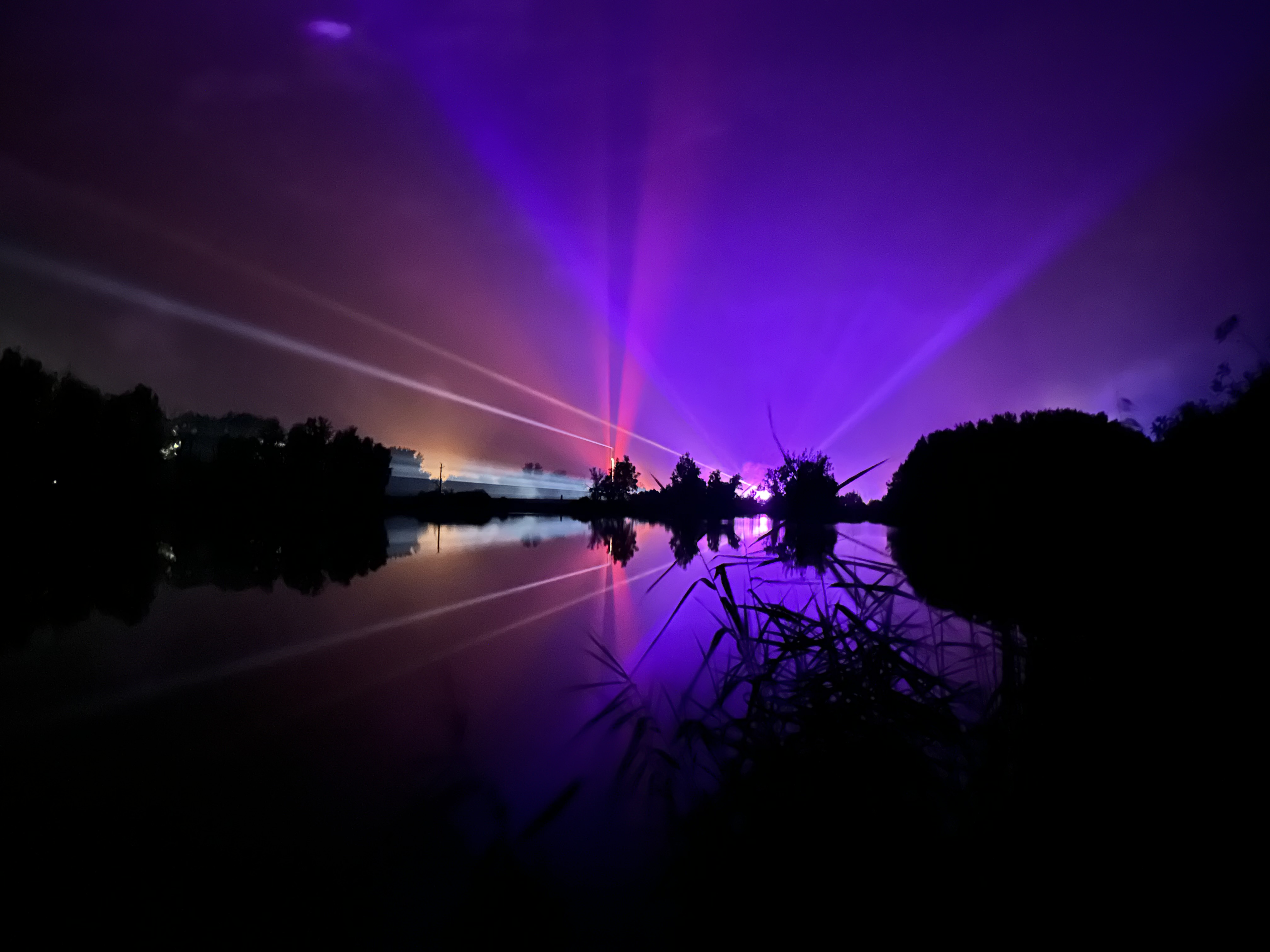
Chaos Communication Camp en 2023, Mildenberg, Allemagne.

Chaos Communication Camp (CCC) est un rendez-vous international de hackers, organisé par le Chaos Computer Club (CCC), qui a lieu au mois d'août tous les quatre ans depuis 1999 dans le land de Brandebourg, en Allemagne à 60 kilomètres au nord de Berlin.
L'évènement fournit des informations sur des sujets comme la vie privée et la sécurité de l'information, d'un point de vue technique ou politique. Les conférences sont présentées le plus souvent en allemand ou en anglais.

## Organisation
Le Chaos Communication Camp est organisé en Allemagne, tous les quatre ans et durant le mois août. Le congrès a lieu durant plusieurs jours et quasiment en plein air puisque les conférences se déroulent sous chapiteaux et les participants campent sous leur tente.

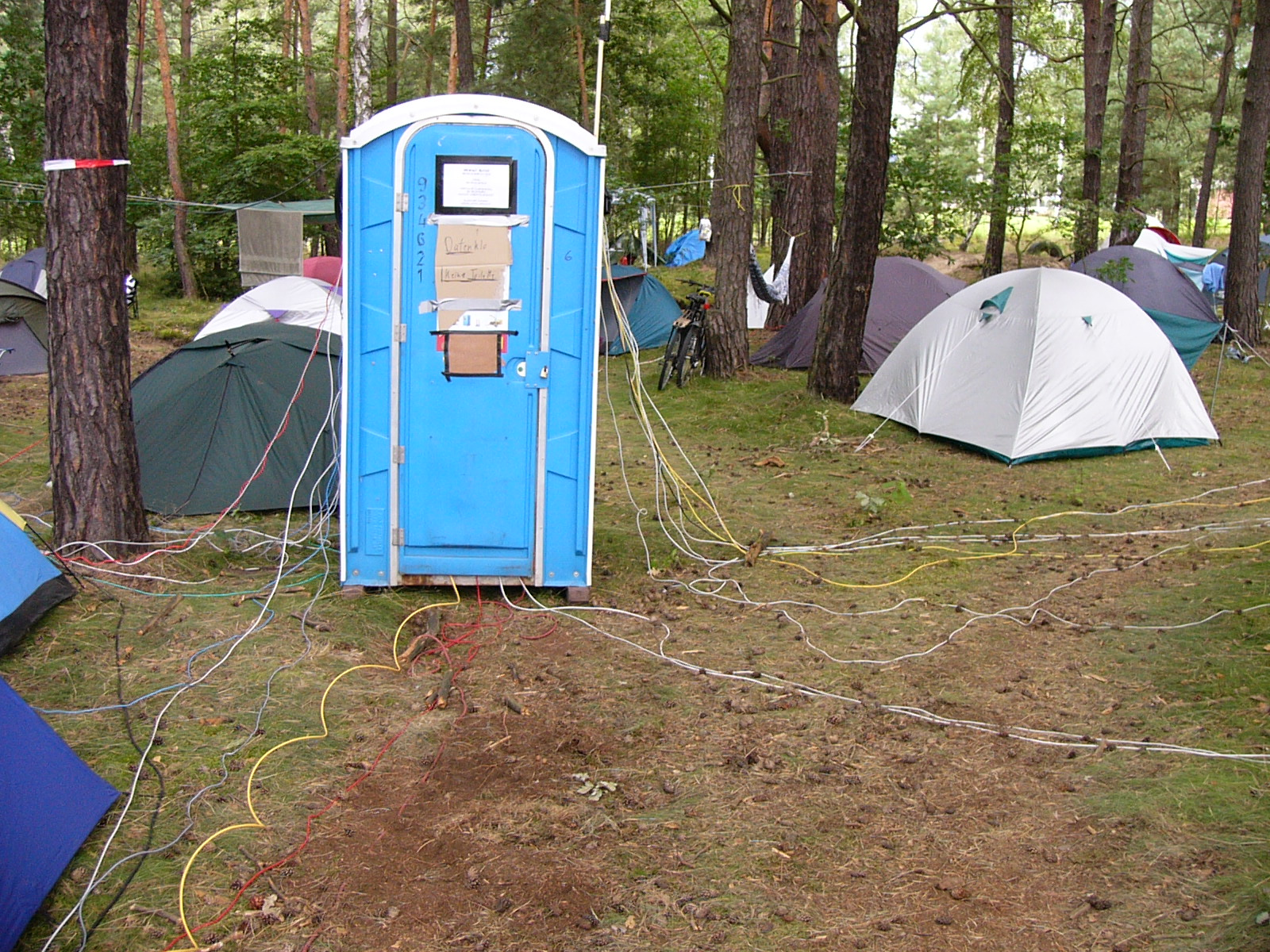
Un ou une « Datenklo », au Chaos Communication Camp en 2007.

Chaque tente dispose d'une connexion rapide à internet, grâce à un câble Ethernet relié à un « Datenklo (de) », une toilette mobile reconvertie pour l'occasion en point d'accès internet. Le campement dispose également d'un réseau GSM et son propre réseau de téléphonie DECT. Ainsi, quiconque apportant son téléphone peut se faire attribuer un numéro à quatre chiffres sur le système local, qui est aussi connecté sur l'extérieur. Il est également possible d'utiliser de nombreux téléphones de campagne datant de la Seconde Guerre mondiale et reliés via le « Chaosvermittlung », un ancien standard téléphonique à cordons où un bénévole est toujours présent pour le faire fonctionner. Ce réseau est parfaitement fonctionnel et compatible avec les autres réseaux modernes cités plus haut.
Les conférences abordent notamment des sujets relatifs à la sécurité informatique, au droit à l'information ou encore à la surveillance globale mais aussi à la culture. Par exemple, l'édition de 2003 « vise à promouvoir les échanges entre les idées et les concepts techniques, sociaux et politiques afin de trouver de nouvelles manières de rendre ce monde un petit peu plus amical pour les êtres intelligents ». En 2015, une conférence est donnée par Markus Beckedahl (de) et Andre Meister du journal Netzpolitik (en). Les deux hommes furent momentanément poursuivis pour haute trahison alors qu'ils révèlent l'existence d'un budget secret du renseignement intérieur allemand destiné à espionner internet et les réseaux sociaux,,.

## Évènements
Inspiré de Hacking in Progress (HIP) tenu deux ans auparavant aux Pays-Bas, la première édition du Chaos Communication Camp a lieu en 1999 à Altlandsberg, une localité proche de Berlin. L'évènement se déroule sur trois jours, du 6 au 8 août et attire 1 500 « nerds, hackers et phreaks du monde entier ». Le prix d'entrée est établi à 150 Deutsche Marks (82 dollars de l'époque) pour les particuliers et à 1 500 DM pour les visiteurs d'affaires (les envoyés d'un gouvernement sont inclus dans cette catégorie),.
En 2003, la seconde édition se déroule au même endroit que la précédente et dure un jour de plus. Les thèmes marquant concernent l'émergence de la gestion des droits numériques ainsi que les lois entrées en vigueur après les attentats du 11 septembre 2001 ; le célèbre informaticien et militant John Gilmore venant relater son expérience à ce sujet,.

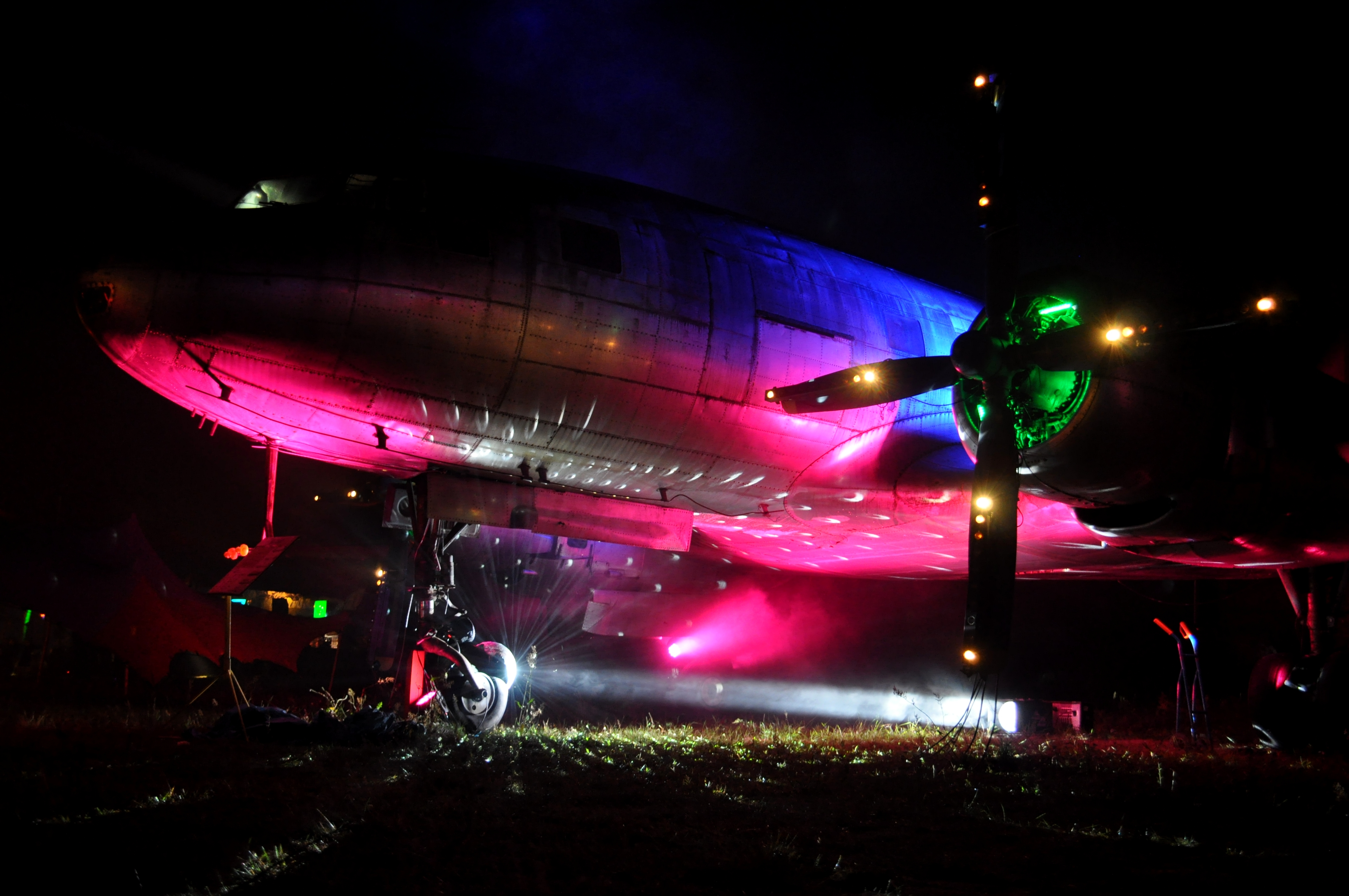
Un des avions du musée de l'aviation de Finowfurt illuminé durant le Chaos Communication Camp de 2011.

La troisième édition est encore prolongée de 24 heures et s'étend donc sur cinq jours, du 8 au 12 août 2007 sur les 100 000 m2 de l'aéroport du musée de l'aviation de Finowfurt ; une ancienne base soviétique ; près de Berlin. L'évènement s'ouvre à la culture maker et aux fab labs. Ainsi, ce Chaos Communication Camp est la première étape de « Hackers on a plane », un groupe formé d'une quarantaine de hackers américains venu découvrir le concept du hackerspace. La délégation fait ensuite une tournée des hackerspaces en Allemagne et en Autriche, participe au Chaos Communication Congress à la fin de l'année, puis de retour aux États-Unis, Mitch Altman et d'autres fondent des hackerspaces comme Noisebridge, NYC Resistor (en) ou HacDC (en),,.
En 2011, le Chaos Communication Camp se déroule du 10 au 14 août, toujours au musée de l'aviation de Finowfurt et attire plus de 3 000 participants. Parmi les nombreux thèmes abordés : WikiLeaks, les cryptomonnaies ou encore le Hackerspace Global Grid qui, afin de contourner la censure, propose la mise en place d'un réseau de communication s'appuyant sur des stations terrestres et des satellites amateurs.
Les éditions du 13 au 17 août 2015 et du 21 au 25 août 2019 se déroulent au Ziegeleipark de Zehdenick (un parc faisant office de musée en mémoire d'une ancienne fabrique de tuiles). Les deux congrès attirent chacun entre 4 500 et 5 000 participants, dont 1 500 bénévoles,. L'édition 2023 a lieu du 15 au 18 août 2023 sur le même site.

Images du Chaos Communication Camp
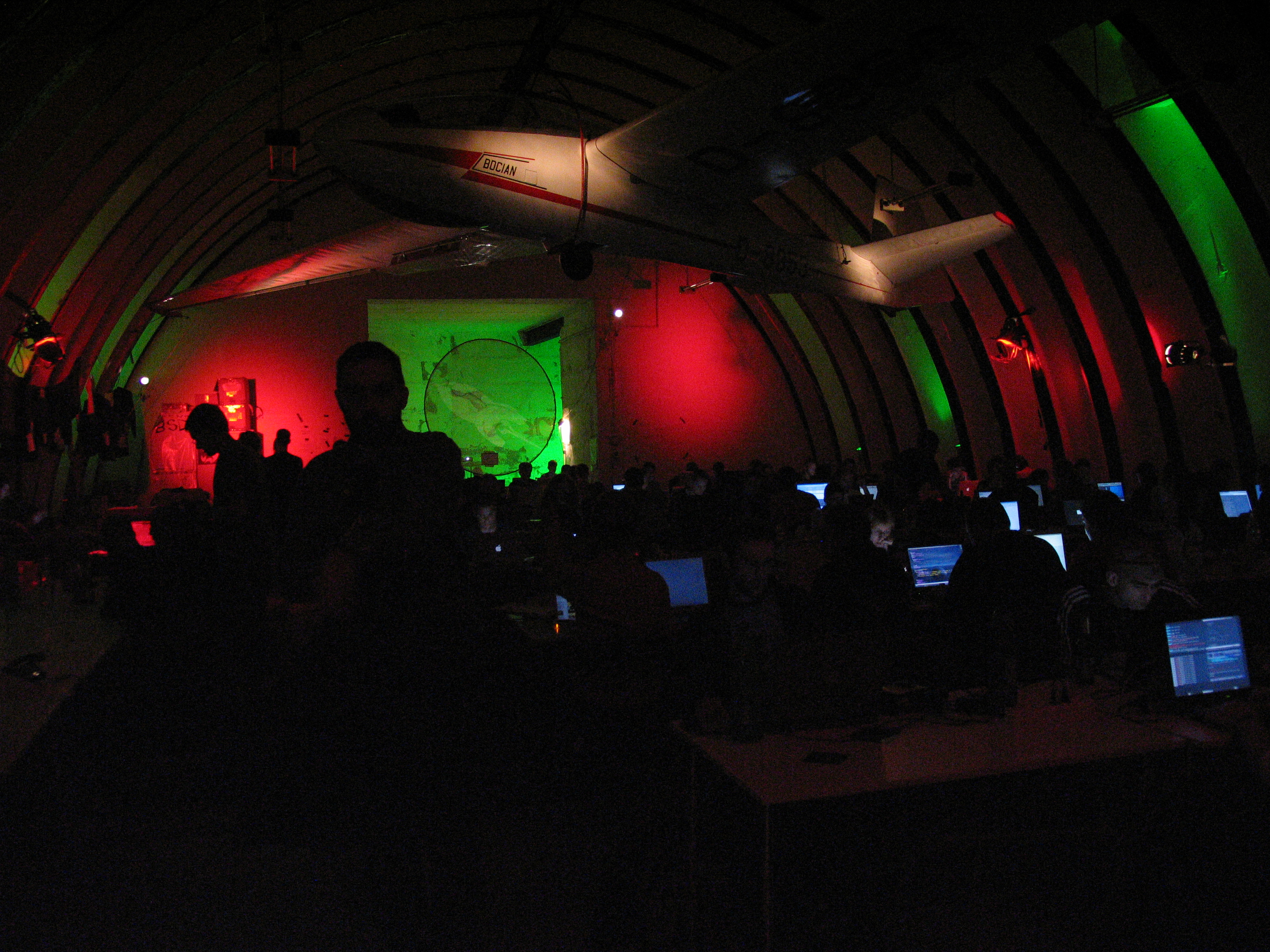
Le « Hackcenter » au CCC de 2007.
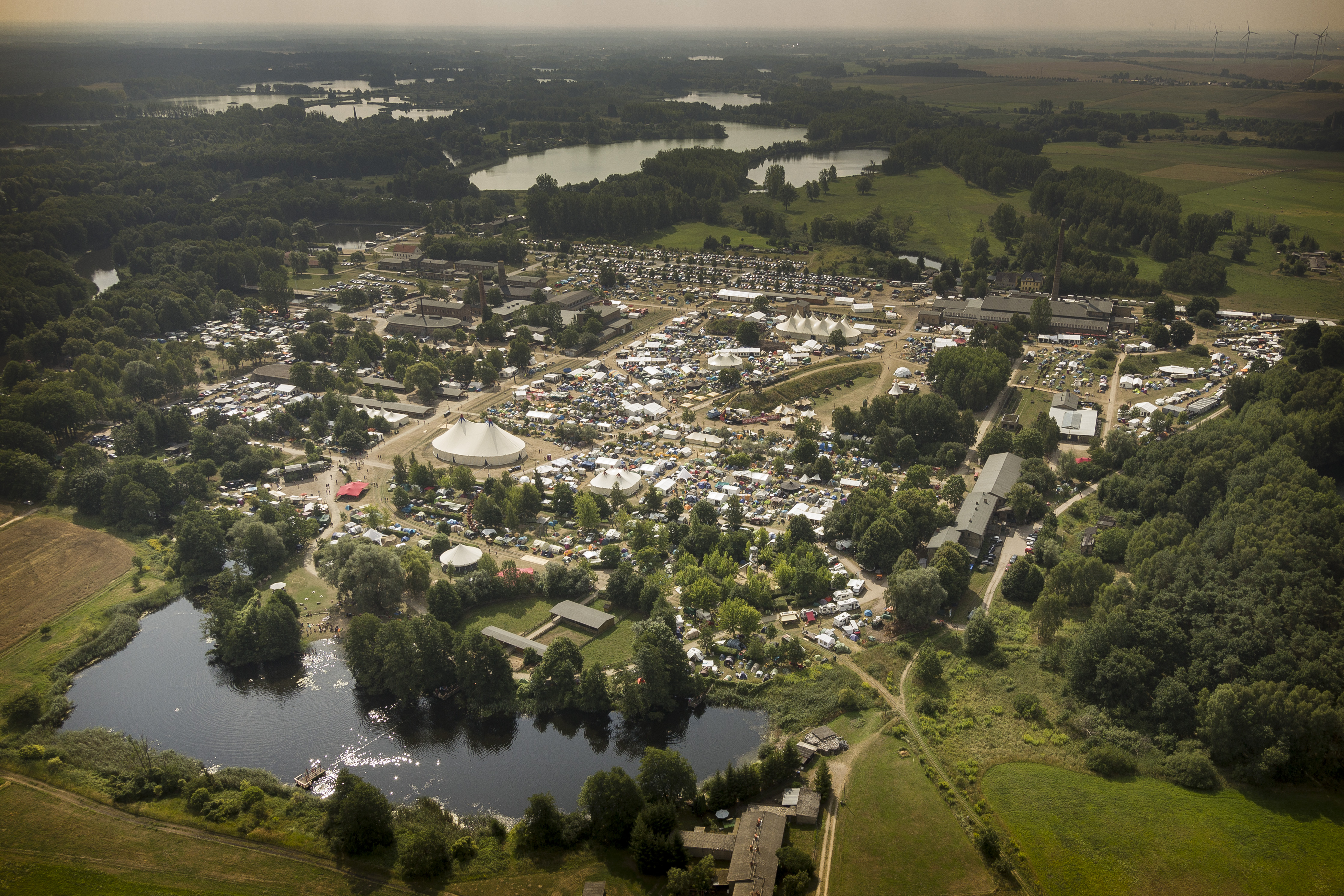
Vue aérienne du CCCamp en 2015.